# 南壕堑镇
南壕堑镇，是中华人民共和国河北省张家口尚义县下辖的一个乡镇级行政单位。

## 行政区划
南壕堑镇下辖以下地区：
第一社区、第二社区、第三社区、第四社区、太平街村、安宁街村、新华街村、菜园街村、哈拉沟村、六号村、二号村、毛忽庆村、田家窑村、官村、西平山村、沙卜窑村、大坝沟村、朝力盖村、满克图村、瓦窑沟村、厂棚沟村、常胜沟村、十三号村和青山村。